# Бетті Пейдж
Бетті Пейдж (англ. Bettie Page; 22 квітня 1923 — 11 грудня 2008) — американська фотомодель, що знімалася у 1950-1957 роках в таких стилях, як еротика, фетиш і pin-up. У другій половині 1950-х піднялася в США до рівня секс-символа і, як вважається, стала предтечею сексуальної революції 1960-х.

## Біографія
Бетті Мей Пейдж народилася в місті Нашвілл, штат Теннессі, 22 квітня 1923 року, і була другою дитиною в сім'ї. Батьки розлучилися, коли їй було 10 років. З ранніх років Бетті довелося піклуватися про своїх сестер. Рік вони змушені були прожити в дитячому будинку, поки мати, Една Піртл, заробляла гроші для утримання сім'ї.
Успішна учениця в школі та коледжі, Пейдж збиралася обрати професію вчительки. Однак вже восени 1940 року вона почала займатися в школі акторської майстерності, мріючи стати актрисою. У 1943 році був зареєстрований шлюб Пейдж з її однокурсником Біллі Ніллом. Незабаром після дуже скромної церемонії одруження Біллі був покликаний в армію для участі у Другій світовій війні. У 1947 році шлюб був розірваний.
Після розлучення Пейдж переїхала до Нью-Йорка і спробувала стати акторкою. Водночас вона заробляла гроші на життя, працюючи секретаркою. У 1950 році сталася випадкова зустріч Бетті з Джеррі Тіббсом — поліцейським і фотографом-любителем. Він допоміг їй створити перше портфоліо в стилі pin-up.
Дуже швидко Пейдж набула популярності в жанрі еротичної фотографії, в тому числі позуючи оголеною. Її знімки публікували найвідоміші журнали того часу. У 1952⁣-1957 роках Бетті працювала у якості моделі в Нью-Йорку, співпрацюючи з різними фотографами. У 1955 році з'явилися її перші знамениті фотографії в Playboy. У цьому ж році вона виграла титул «Міс Pin-up».
У 1958 році Пейдж зацікавилася релігією, у 1959 стала християнкою. Надалі вона активно працювала в християнських організаціях. У 1958 році був укладений її другий шлюб, який розпався у 1963 році. У 1960 році Бетті остаточно повернулася до Нашвілла.
Там був укладений короткочасний шлюб з першим чоловіком, Біллі Ніллом. У 1967 році новим чоловіком Бетті став Гаррі Леар, однак і цей союз розпався у 1972 році.
У 1979 році у Бетті трапився нервовий зрив. Їй був поставлений діагноз параноїдна шизофренія, після чого вона провела 20 місяців в психіатричній лікарні штату. Надалі вона перебувала під наглядом, а остаточно була звільнена з клініки у 1992 році.
6 грудня 2008 року Бетті Пейдж була госпіталізована з серцевим нападом до клініки Лос-Анджелеса, де незабаром впала в кому. Апарат штучного життєзабезпечення за рішенням родичів був відключений 11 грудня 2008 року.
За свою кар'єру Бетті знялася в декількох фільмах. Їй приписували еротичний зв'язок з Мерілін Монро. Багато хто вважав її однією із засновниць руху сексуальної революції, що охопила Америку на початку 1960-х. Про її життя написано кілька біографічних книг, а також знято два фільми — «Бетті Пейдж: Темний ангел» (2004) і «Непристойна Бетті Пейдж» (2005).
У 2005 році компанією Cult Epics був випущений фільм «Бетті Пейдж. Королева пін-апу» (Bettie Page. Pin Up Queen), присвячений кращому відео з Бетті Пейдж. До нього увійшли фрагменти картин Striporama (1953), Varietease (1954), Teaserama (1955), а також записи з особистих архівів королеви пінап.